# F5ve
 (mai 2025).
F5ve (stylisé en minuscules) est un groupe féminin japonais formé en 2022, réunissant cinq anciennes membres du groupe Happiness et affiliées au collectif E-girls. Le groupe, produit par LDH Japan en collaboration avec Three Six Zero, s’inscrit dans une stratégie de diffusion mondiale de la J-pop. F5ve est aujourd’hui reconnu pour son mélange audacieux de sons hyperpop, R&B des années 2000 et esthétique futuriste.
Ils ont sorti leur premier album "Sequence 01" le 5 mai 2025, comprenant 11 titres, dont "Sugar Free Venon" en duo avec la chanteuse américaine Kesha.

## Discographie

### Albums studio
| Titre       | Détails                                                                                              |
| ----------- | --- |
| Sequence 01 | - Sortie : 5 mai 2025 - Étiquettes : LDH Records - Formats: CD, téléchargement de musique, streaming |

### Singles
| Titre                           | Année | Album       |
| ------------------------------- | ----- | ----------- |
| "Firetruck"                     | 2023  | Sequence 01 |
| "Lettuce"                       | 2024  | Sequence 01 |
| "Underground"                   | 2024  | Sequence 01 |
| "UFO"                           | 2024  | Sequence 01 |
| "Magic Clock"                   | 2025  | Sequence 01 |
| "Sugar Free Venon (feat Kesha)" | 2025  | Sequence 01 |